# Poker en 1997
Cet article résume les événements liés au monde du poker en 1997.

## Tournois majeurs

### World Series of Poker 1997
C'est la seule édition où la table finale du Main Event ait été disputée à l'air libre, sur Fremont Street Experience.
Stu Ungar remporte le Main Event, devenant le second joueur, après Johnny Moss, à le remporter trois fois.

## Poker Hall of Fame
Roger Moore est intronisé.